# Charles-Gustave Kuhn
Charles-Gustave Kuhn (28 aprile 1889 – 18 dicembre 1952) è stato un cavaliere svizzero.

## Palmarès

### Olimpiadi
- 1 medaglia:
  - 1 bronzo (Amsterdam 1928 nel salto individuale)